# Quarta esmena de la Constitució dels Estats Units
La Quarta esmena (en anglès Fourth Amendment) de la Constitució dels Estats Units fou aprovada el 15 de desembre del 1791 com una de les deu esmenes que constitueixen la Declaració de Drets. Prohibeix els escorcolls i embargaments desraonats o arbitraris i exigeix que qualsevol resolució judicial tengui raons de base versemblants. L'esmena fou una resposta a l'abús d'ordres d'assistència, un tipus d'ordre de registre emès pel Govern britànic i que fou una font important de tensió abans de la Revolució Americana.

## Text
| « | (català) El dret del poble a la seguretat de les seues persones, domicilis, documents i efectes contra els escorcolls i embargaments desraonats no serà violat i no s'expedirà cap ordre judicial, excepte sota causa probable, corroborada per jurament o afirmació i que no descrigui particularment l'indret per escorcollar i les persones o coses per embargar. | (anglès) The right of the people to be secure in their persons, houses, papers, and effects, against unreasonable searches and seizures, shall not be violated, and no Warrants shall issue, but upon probable cause, supported by Oath or affirmation, and particularly describing the place to be searched, and the persons or things to be seized. | » |